# Керцелли, Леонтий Иванович
Леонтий Иванович Керцелли (1886, Ростов-на-Дону — 1961, Москва) — специалист в области энергетики, доктор технических наук, профессор, основатель и заведующий кафедры тепловых электрических станций МЭИ (1930—1961), декан теплотехнического факультета МЭИ (1936—1950).

## Биография
Леонтий Иванович Керцелли родился в 1886 году в Ростове-на-Дону в семье заведующего городской электростанцией. После окончания реального училища он работал техником на Ростовской электростанции. В 1907 году поступил учиться на электротехнический факультет Императорского Московского технического училища (ныне Московский государственный технический университет имени Н. Э. Баумана), окончил ВУЗ в 1913 году. В 1914 году был призван в армию, в пехотный полк, где служил в годы Первой мировой войны.
В годы Гражданской войны Леонтий Иванович работал в Москве техником Военно-инженерной дистанции, с 1922 по 1933 год был инженером проектного отдела Главэнерго высшего совета народного хозяйства (ВСНХ), затем получил назначение начальником отдела ВСНХ Энергострой, переименованного в 1932 году в институт «Теплоэлектропроект».
Под руководством Л.И. Керцелли в СССР были созданы проекты более двадцати электростанций, сооружённых по плану ГОЭЛРО и планам первой и второй пятилеток. Это Каширская, Ивановская, Горьковская, Брянская, Саратовская, Кизеловская, Зуевская, Сталиногорская ГРЭС, Ярославская, Тамбовская, Березниковская ТЭЦ, а также несколько московских ТЭЦ. В этих проектах Леонтий Иванович использовал новые технические решения по методам сжигания низкосортных углей, тепловым схемам и компоновкам оборудования.
Педагогическая деятельность Л.И. Керцелли началась в 1922 году в Московском лесотехническом институте. С 1924 по 1930 год он работал по совместительству доцентом в МВТУ им. Н. Э. Баумана, где читал курс по теплосиловым установкам и руководил дипломным проектированием. В МЭИ Л.И. Керцелли начал работать в 1930 году С его участием в институте была создана кафедра теплосиловых установок (ТСУ). Л.И. Керцелли был назначен заведующим кафедрой ТСУ. В 1930 году он был утвержден в должности профессора, в 1936 году — в ученом звании профессора. В 1936 году, после ареста декана ТТФ Г.С. Жирицкого, позднее реабилитированного, Л.И. Керцелли возглавил теплотехнический факультет МЭИ. Был деканом до 1961 года. В начале Великой Отечественной войны вместе с теплотехническим факультетом в составе МЭИ Л.И. Керцелли эвакуировался в Казахстан, вернулся в 1943 году.
Керцелли был инициатором строительства при институте учебно-экспериментальной ТЭЦ, создания в МЭИ действующей модели паротурбинной электростанции.
Область научных интересов: вторичный перегрев на электростанциях, повышение мощности газотурбинных установок, параллельная работа ТЭЦ, исследование тепловой экономичности мощных КЭС на сверхкритические параметры пара и д. Одна из последних работ, ведущейся под руководством Л. И. Керцелли по заданию Мосэнерго была оптимизация режимов совместной работы ТЭЦ Москвы и Волжских ГЭС. За годы работы на кафедре под руководством Л.И. Керцелли было подготовлено двенадцать кандидатов технических наук.
Керцелли Леонтий Иванович скончался в 1961 году. Похоронен на шестом участке Ваганьковского кладбища.

## Труды
- Тепловые электрические станции : [Учебник для энергет. вузов и фак.] / Л. И. Керцелли, В. Я. Рыжкин ; Под общ. ред. Л. И. Керцелли. — 2-е изд., перераб. — Москва ; Ленинград : Госэнергоиздат, 1956.
- Керцелли Л. И. Методика расчета тепловых схем электростанций. М.: ОНТИ, 1930.
- Керцелли Л. И. Типовые компоновки районных ТЭС. М.: Госэнергоиздат, 1932.
- Керцелли Л. И., Рыжкин В. Я. Тепловые электрические станции: учебник для вузов. М.: Госэнергоиздат, 1949.
- Керцелли Л.., Рыжкин В. Я. Тепловые электрические станции: учебник для вузов. М.—Л.: Госэнергоиздат, 1956.

## Награды и звания
- Орден Трудового Красного Знамени.
- Заслуженный деятель науки и техники РСФСР.
- Медаль «За трудовую доблесть» (13.12.1940) — «в ознаменование 35-летия Московского энергетического института им. В. М. Молотова, за выдающиеся заслуги в деле выращивания и воспитания энергетических кадров для народного хозяйства»